# Alfredo Capece Minutolo di Bugnano
Don Alfredo Capece Minutolo, Nobile dei marchesi di Bugnano e dei duchi di San Valentino, Patrizio Napoletano (Napoli, 8 settembre 1871 – San Sebastián, 26 ottobre 1942), è stato un politico italiano.